# Daria Nicolodi
Daria Nicolodi (Firenze, 1950. június 19. – Róma, 2020. november 26.) olasz színésznő, forgatókönyvíró.

## Fontosabb filmjei
- 1970: Tűz a Monte Fiorón (Uomini contro)
- 1975: Mélyvörös (Profondo rosso)
- 1977: Sóhajok (Suspiria) (forgatókönyvíró is)
- 1980: Pokol (Inferno)
- 1985: Jelenség (Phenomena)
- 1985: Makaróni (Maccheroni)
- 1989: Szindbád, hét tenger vándora (Sinbad of the Seven Seas) (narrátor)
- 1989: Paganini Horror (forgatókönyvíró is)
- 1998: Viola csókja (Viola bacia tutti)
- 1998: A szerelem szó létezik (La parola amore esiste)
- 2007: Könnyek anyja (La terza madre)

## További információ
- Hivatalos oldal
- Daria Nicolodi a PORT.hu-n (magyarul)
- Daria Nicolodi az Internetes Szinkronadatbázisban (magyarul)
- Daria Nicolodi az Internet Movie Database-ben (angolul)
- Daria Nicolodi a Rotten Tomatoeson (angolul)